# Rajpipla
Pour l'état princier, voir État de Rajpipla.
Rajpipla est une ville de l'ouest de l'Inde, chef-lieu du District de Narmada, dans le Gujerat. C'est l'ancienne capitale de l'État de Rajpipla. Elle a d'abord été appelée Nandipouri ou Nandipour, puis Nandode. Elle a pris son nom actuel en 1947.